# Adam Gorgoni
Adam Albert Gorgoni (* 16. Dezember 1963 in New York City) ist ein US-amerikanischer Komponist und Arrangeur.

## Biografie
Adam Albert Gorgoni wurde als Sohn eines Studiomusikers geboren, der seinen Sohn bereits früh in Kontakt mit der Musik brachte. Er studierte von 1982 bis 1986 an der Harvard University, wo er seinen Bachelor mit Magna Cum Laude in Gemeinschaftskunde machte. Parallel dazu machte er 1983 seinen Abschluss in Musik und Arrangement an der Manhattan School of Music und 1985 in Komposition und Orchestration am Berklee College of Music. Seit seinem Debüt 1992 für das dänische Kriegsdrama En dag i oktober konnte sich Gorgoni als Filmkomponist mit Werken wie Candyman 3 – Der Tag der Toten, Shadows of Death: Im Fadenkreuz der Mafia und Dead Girl sowie Fernsehserien wie Aliens in America und Dr. Dani Santino – Spiel des Lebens etablieren.

## Filmografie (Auswahl)
- 1992: En dag i oktober
- 1999: Candyman 3 – Der Tag der Toten (Candyman 3: Day of the Dead)
- 2001: Shadows of Death: Im Fadenkreuz der Mafia (In the Shadows)
- 2002: Blue Car – Poesie des Sommers (Blue Car)
- 2005: AbServiert (Waiting…)
- 2006: Dead Girl (The Dead Girl)
- 2007: Alice steht Kopf (Alice Upside Down)
- 2007–2008: Aliens in America (Fernsehserie, 18 Folgen)
- 2009: I Knew It Was You: Rediscovering John Cazale (Dokumentarfilm)
- 2009: Wild Chicks (Still Waiting…)
- 2011–2013: Dr. Dani Santino – Spiel des Lebens (Necessary Roughness, Fernsehserie, 21 Folgen)
- 2017: The Keeping Hours